# Sinanas diatomas
Sinanas diatomas — викопний вид гусеподібних птахів родини качкових (Anatidae). Птах існував у кінці міоцену (16-11 млн років тому) в Азії. Скам'янілі рештки знайдені у відкладеннях у провінції Шаньдун, Китай.